# Уборки
У́борки — село в Україні, у Куликівській селищній громаді Чернігівського району Чернігівської області. Населення становить 37 осіб. До 2017 орган місцевого самоврядування — Горбівська сільська рада. У селі єдина вулиця, яка тягнеться із півночі на південь, довжина вулиці близько 1 км.

## Розташування
Село розташоване між селами Горбове та Виблі, за 2 км від кожного з них дорогою або 1 км фізично. Горбове — на схід від села, Виблі — на захід.

## Історія
За даними на 1859 рік на власницькому хуторі Чернігівського повіту Чернігівської губернії мешкало 52 особи (22 чоловічої статі та 30 — жіночої), налічувалось 13 дворових господарств.
12 червня 2020 року, відповідно до розпорядження Кабінету Міністрів України № 730-р «Про визначення адміністративних центрів та затвердження територій територіальних громад Чернігівської області», село увійшло до складу Куликівської селищної громади.
19 липня 2020 року, в результаті адміністративно-територіальної реформи та ліквідації Куликівського району, село увійшло до складу Чернігівського району.

## Населення

### Мова
Розподіл населення за рідною мовою за даними перепису 2001 року:
| Мова       | Кількість | Відсоток |
| ---------- | --------- | -------- |
| українська | 36        | 97.3%    |
| російська  | 1         | 2.7%     |
| Усього     | 37        | 100%     |